# Pål-Turestjärnen
Pål-Turestjärnen är en sjö i Härjedalens kommun i Hälsingland och ingår i Ljusnans huvudavrinningsområde. Sjön har en area på 0,0719 kvadratkilometer och ligger 372,3 meter över havet. Sjön avvattnas av vattendraget Vällån.

## Delavrinningsområde
Pål-Turestjärnen ingår i det delavrinningsområde (687862-145647) som SMHI kallar för Utloppet av Stora Vänsjön. Medelhöjden är 403 meter över havet och ytan är 14,59 kvadratkilometer. Det finns inga avrinningsområden uppströms utan avrinningsområdet är högsta punkten. Vällån som avvattnar avrinningsområdet har biflödesordning 3, vilket innebär att vattnet flödar genom totalt 3 vattendrag innan det når havet efter 193 kilometer. Avrinningsområdet består mestadels av skog (76 procent). Avrinningsområdet har 2,24 kvadratkilometer vattenytor vilket ger det en sjöprocent på 15,4 procent.